# Caspar Abel
Caspar Abel (ur. 14 lipca 1676 r. w Hindenburg, zm. 11 stycznia 1763 r. w Westdorf) – niemiecki teolog, historyk i poeta.
Syn kaznodziei, był kształcony do stanu duchownego w Brunszwiku i Helmstadt. Od 1696 r. rektor szkoły w Osterburg (Altmark), od 1698 r. w szkole Świętego Jana w Halberstadt. W 1718 r. objął funkcję kaznodziei w Westdorf.
Autor licznych dzieł historycznych i krajoznawczych: Preußische und Brandenburgische Reichs- und Staatshistorie (2 t., 1710), Preußische und Brandenburgische Staatsgeographie (2 t., 1711), Deutsche und Sächsische Alterthümer (3 t., 1729-32), Stift-, Stadt- und Landchronica des Fürstenthums Halberstadt (1754). Był również autorem poezji okolicznościowych: Jubelfest der branbdenburgischen Unterthanen (1700), Abbildung eines rechtschaffnen Predigers (1710). Tłumaczył również poezje Owidiusza i Nicolasa Boileau.